# Sabine Muhar
Sabine Muhar (* 1960 in Wien) ist eine österreichische Schauspielerin und Hochschullehrerin.

## Leben

### Ausbildung
Sabine Muhar absolvierte von 1982 (nach anderen Quellen: 1983) bis 1986 ihre Schauspielausbildung am Mozarteum Salzburg. Außerdem erhielt sie Privatunterricht bei Ida Krottendorf und Walter Riss in Wien. Gesang studierte sie privat u. a. bei Toma Popescu, Julia Eder-Schaefer und Ingrid Olofsson. Weiters studierte sie intensiv Sprechtechnik und besuchte später zahlreiche Workshops in Stimm- und Sprechtechnik. 1987 legte sie die Bühnenreifeprüfung der Paritätischen Kommission ab. Später folgten auch Kurse in Film- und filmischer Szenenarbeit.

### Theater
Ab 1990 hatte sie als Theaterschauspielerin Engagements an verschiedenen staatlichen und freien Bühnen in Österreich und Deutschland. Sie trat u. a. am Theater der Jugend in Wien, im Wiener Ronacher (1996, als Luci in Das Spiel vom Lieben Augustin von Ulrich Becher und Peter Preses), am Stadttheater Klagenfurt (als Isabelle von Angoulême in König Johann), am Stadttheater Baden (als Minna von Barnhelm, weiters als Dienerin Georgette in Die Schule der Frauen), am Landestheater Niederösterreich (Spielzeit 1993/94, als Hortense in Die Hofloge von Karl Farkas und Toni Impekoven), am Wiener Metropol (als Wilma Forst in Sag beim Abschied…), an der Kleinen Komödie Graz, am Salzburger Kinder und Jugendtheater, am Studiotheater Stuttgart (2002, als Filomena in Pesthauch und Liebeslust nach Boccaccios Decamerone, ausgezeichnet mit dem Stuttgarter Theaterpreis 2002) und am Theater Drachengasse in Wien auf.
2005 wirkte sie (neben Volker Lippmann) als Genia Hofreiter in einer Produktion des Schnitzler-Stücks Das weite Land am Originalschauplatz vor der Villa Hahn in Baden bei Wien mit.
Außerdem trat sie bei zahlreichen österreichischen Sommerfestspielen auf, u. a. bei den Sommerspielen Perchtoldsdorf (1997, als Emilia in Othello), bei den Sommerfestspielen Stockerau (2006, als Mutter Anna Strauß, in dem Musical Schani, an der Seite von Alfons Haider), bei den Komödienspielen Porcia (1994, als Nepita in dem Stück Die Dienstmagd des neapolitanischen Renaissancedichters Giambattista della Porta und 1995 als Mirandolina), bei den Sommerspielen Stift Altenburg (1998, als Minna von Barnhelm an der Seite von Rolf Schwab als Tellheim) und bei den Sommerspielen Leonding (als Jeannette in Der letzte der feurigen Liebhaber von Neil Simon).
Muhar unternahm weiters Tourneen durch Deutschland (u. a. als Eliza in My Fair Lady und als Lilian im Musical Die drei von der Tankstelle), wirkte regelmäßig bei freien Produktionen in Wien mit, gab Lesungen (u. a. gemeinsam mit Dany Sigel), und trat mit eigenen Chansonprogrammen auf. Als Sprecherin war Muhar auch in Literatursendungen auf Ö1 zu hören. Außerdem ist sie als Synchronsprecherin (TV- und Radiowerbung, Trickfilme, Hörspiele, Features und Dokumentationen) tätig.
2011 spielte sie bei der Neuen Tribüne Wien die Margot in der österreichischen Erstaufführung des Theaterstücks Les Fugeuses von Pierre Palmade und Christophe Duthuron. Im Sommer 2011 gastierte sie bei den Salzburger Festspielen; in Christof Loys Inszenierung der Strauss-Oper Die Frau ohne Schatten gehörte sie als „Demeldame“ zum Schauspielensemble. Im Juli/August 2012 trat bei dem beim Armen Theater Wien (ATW) als Olga in Tschechows Stück Drei Schwestern auf. 2013 übernahm sie bei der „Bühne im Berg“ in Mödling die Rolle der Aldonza im Musical Der Mann von La Mancha. In der Spielzeit 2014/15 gastierte sie an der Freien Bühne Villach als Konstanze in Der dressierte Mann von John von Düffel (nach dem Roman von Esther Vilar). 2014–2016 spielte sie am Dschungel Wien und am KosmosTheater Wien in dem Kindermusical Warum das Kind in der Polenta kocht (nach dem gleichnamigen Roman von Aglaja Veteranyi, mit Musik von Jelena Poprzan).
2017 gehörte sie als Frau Rosalie Graf in der Komödie Figaro oder ein toller Schnitt von Max Gruber (Regie: Adi Hirschal) zum Ensemble des Wiener Lustspielhauses.

### Film und Fernsehen
Muhar arbeitete auch für das Kino, den Film und das Fernsehen. Sie wirkte in diversen Fernsehproduktionen mit, u. a. in den Fernsehfilmen Zwei unter einem Dach (2001) und Tom und die Biberbande (2001) sowie in dem österreichischen Kinofilm Twinni (2003). Beim US-Kinofilm Die Frau in Gold (2015) war sie als Nebendarstellerin und Sprachcoach für die deutschsprachigen Szenen engagiert. Außerdem hatte sie Episodenrollen in den österreichischen Fernsehserien SOKO Donau (2008) und CopStories (2013, als Klein-Gastronomin Rosa Lindner, die einen Imbiss-Stand mit Sandwichs betreibt). In der Krimiserie SOKO Donau hatte sie 2014 eine weitere Episodenrolle als Zeugin Frau Feiersinger, die den mutmaßlichen Tätern ein Künstleratelier in Baden bei Wien vermietete.

### Lehrtätigkeit
Muhar übernahm umfangreiche Lehrtätigkeiten in den Bereichen Schauspiel und Sprechtechnik. Seit dem WS 2006/07 hatte sie diverse Lehraufträge für Sprechen und Sprachgestaltung in den Abteilungen Schauspiel, Gesang und Oper sowie Musical an der Musik und Kunst Privatuniversität der Stadt Wien.
Seit 2014 ist sie Professorin an der Musik und Kunst Privatuniversität der Stadt Wien, mit einer Professur für Sprechen. Zu ihren Aufgabengebieten gehörten dort u. a. auch Basisarbeit mit Schauspielschülern, Rollenarbeit und Vorsprechtraining, Sprechtechnik für Sänger nicht-deutscher Muttersprache (u. a. Dialogarbeit mit dem Ensemble der Oper Cluj) und sprachliches Vorsingtraining für Sänger.
Von 2010 bis 2012 hatte sie außerdem einen Lehrauftrag für Schauspiel für Gesangsstudenten am Institut für Musiktheater der Hochschule für Musik und darstellende Kunst Wien inne. Außerdem leitete sie Workshops für Synchronsprechen, hielt Schulungen im ökonomischen Stimmgebrauch für Lehrer und gab Einzelunterricht für den Umgang mit Atem und Stimme.

### Privates
Sabine Muhar ist die Tochter des Lungenfacharztes und Wiener Universitätsprofessors Franz Muhar (1920–2015, Verfasser des Buchs Atem und Stimme. Anleitung zum guten Sprechen), bei dem sie viele Jahre auch als Assistentin tätig war. Muhar lebt im 19. Wiener Gemeindebezirk Döbling.

## Filmografie (Auswahl)
- 2001: Zwei unter einem Dach (Fernsehfilm)
- 2001: Tom und die Biberbande (Fernsehfilm)
- 2003: Twinni (Kinofilm)
- 2008: Lunchbreak (Kurzfilm)
- 2008: SOKO Donau: Der zweite Mann (Fernsehserie, eine Folge)
- 2012: Ende der Kindheit (Kurzfilm)
- 2013: CopStories: Liebesg’schichten (Fernsehserie, eine Folge)
- 2014: SOKO Donau: Letzte Vorstellung (Fernsehserie, eine Folge)
- 2015: Die Frau in Gold (Woman in Gold, Kinofilm)
- 2017: Sora (Kurzfilm)
- 2017: SOKO Kitzbühel: Mord auf Raten (Fernsehserie, eine Folge)
- 2021: Landkrimi – Vier (Fernsehreihe)
- 2024: Elfi
- 2024: Sparschwein (Kinofilm)